# هاينز شوبرت
هاينز شوبرت (بالألمانية: Heinz Schubert)‏ (و. 1925 – 1999 م) هو مصور، وممثل مسرحي، وممثل أفلام، وممثل تلفزي ألماني، ولد في برلين، توفي في هامبورغ، عن عمر يناهز 74 عاماً، بسبب ذات الرئة.

## وصلات خارجية
- هاينز شوبرت على موقع IMDb (الإنجليزية)
- هاينز شوبرت على موقع مونزينجر (الألمانية)
- هاينز شوبرت على موقع ألو سيني (الفرنسية)
- هاينز شوبرت على موقع ميوزك برينز (الإنجليزية)
- هاينز شوبرت على موقع أول موفي (الإنجليزية)
- هاينز شوبرت على موقع قاعدة بيانات الأفلام السويدية (السويدية)
- هاينز شوبرت على موقع ديسكوغز (الإنجليزية)
- هاينز شوبرت على موقع قاعدة بيانات الفيلم (الإنجليزية)
- هاينز شوبرت على موقع كينوبويسك (الروسية)